# تبعیض نهادی
تبعیض نهادی عبارت است از رفتار تبعیض آمیز با فرد یا گروهی از افراد توسط جامعه یا نهادها، از طریق توجه نابرابر اعضای گروه‌های زیردست. این روش‌های غیرمنصفانه و غیرمستقیم تبعیض اغلب در سیاست‌ها، رویه‌ها، قوانین و اهداف یک مؤسسه گنجانده شده‌اند. این تبعیض می‌تواند بر اساس جنسیت، طبقه، نژاد، قومیت، مذهب، یا وضعیت اجتماعی-اقتصادی باشد.

## در ایالات متحده
اعضای گروه‌های اقلیت مانند جمعیت‌های آفریقایی‌تبار در ایالات متحده در معرض خطر بسیار بالاتری برای مواجهه با این نوع از آسیب‌های اجتماعی ساختاری هستند. از جمله اثرات مخرب شدید و طولانی مدت تبعیض نهادینه شده بر جمعیت‌های آسیب دیده، افزایش نرخ خودکشی، سرکوب دستیابی به ثروت و کاهش دسترسی به مراقبت‌های بهداشتی است.

## نژادپرستی نهادی
نژادپرستی نهادی (همچنین به عنوان نژادپرستی سیستمی شناخته می‌شود) نوعی نژادپرستی است که به عنوان یک عمل عادی در جامعه یا یک سازمان تعبیه شده‌است. این می‌تواند به مسائلی مانند تبعیض در عدالت کیفری، اشتغال، مسکن، مراقبت‌های بهداشتی، قدرت سیاسی و آموزش و سایر مسائل منجر شود.
اصطلاح «نژادپرستی نهادی» برای اولین بار در سال ۱۹۶۷ توسط استوکلی کارمایکل و چارلز وی. همیلتون در کتاب قدرت سیاه: سیاست آزادی ابداع شد. کارمایکل و همیلتون نوشتند که در حالی که نژادپرستی فردی اغلب به دلیل ماهیت آشکار آن قابل شناسایی است، نژادپرستی نهادی به دلیل ماهیت «کمتر آشکار، بسیار ظریف تر» آن کمتر قابل درک است. نژادپرستی نهادی «منشأ فعالیت نیروهای مستقر و مورد احترام در جامعه است، و در نتیجه محکومیت عمومی بسیار کمتری نسبت به [نژادپرستی فردی] دریافت می‌کند».

## همچنین ببینید
- تبعیض مثبت
- نژادپرستی زیست‌محیطی
- اعیان‌نشین شدن
- آزار
- تبعیض ساختاری
- خشونت ساختاری